# Easter Road
Das Easter Road Stadium (kurz: Easter Road) ist das Fußballstadion des Fußballclubs Hibernian Edinburgh im Stadtteil Leith der schottischen Hauptstadt Edinburgh. Die Spielstätte fasst derzeit 20.421 Zuschauer. Die Hibernian-Fans nennen ihre Spielstätte liebevoll „The Leith San Siro“.

## Geschichte
Nachdem Sir Tom Farmer 1991 die Geschicke übernommen hatte, wurde die Spielstätte größeren Veränderungen an zwei neuen Tribünen unterzogen, der Famous Five (North) Stand und der South Stand (früher Dunbar End), die 1995 hinter beiden Toren gebaut wurden. Der West Stand ist die größte Tribüne und ähnelt der North Stand wie der South Stand. Sie wurde 2001 errichtet. 2005 gab Sir Elton John, mit Lulu, ein Konzert in der Easter Road. Schon 1969 traten The Tremeloes, The Marmalade und The Sands im Stadion auf. Im August 2010 wurde der neue East Stand eröffnet. Damit stieg die Gesamtkapazität auf 20.421 Plätze.

## Besucherschnitt und Zuschauerschnitt
Der Zuschauerrekord steht bei 65.860, aufgestellt am 2. Januar 1950 beim Edinburgh Derby der Hibs gegen Heart of Midlothian.
- 2016/17: 15.394 (Scottish Championship)
- 2017/18: 18.124 (Scottish Premiership)
- 2018/19: 17.741 (Scottish Premiership)

## Spiele der schottischen Fußballnationalmannschaft in der Easter Road
Seit 1998 fanden im Easter Road Stadium fünf Länderspiele der Fußballnationalmannschaft der Männer statt. Zu einem Vorbereitungsspiel auf die Fußball-WM 2006 trafen Südkorea und Ghana aufeinander. Auch die schottische U21-Nationalmannschaft trägt Spiele im Stadion aus.
- 22. Apr. 1998:  Schottland –  Finnland 1:1 (Freundschaftsspiel)
- 15. Okt. 2002:  Schottland –  Kanada 3:1 (Freundschaftsspiel)
- 30. Mai 2004:  Schottland –  Trinidad und Tobago 4:1 (Freundschaftsspiel)
- 17. Nov. 2004:  Schottland –  Schweden 1:4 (Freundschaftsspiel)
- 15. Aug. 2012:  Schottland –  Australien 3:1 (Freundschaftsspiel)
- 05. Juni 2015:  Schottland –  Katar 1:0 (Freundschaftsspiel)

### Gast-Länderspiel
- 04. Juni 2006:  Südkorea –  Ghana 1:3 (Freundschaftsspiel)

## Galerie

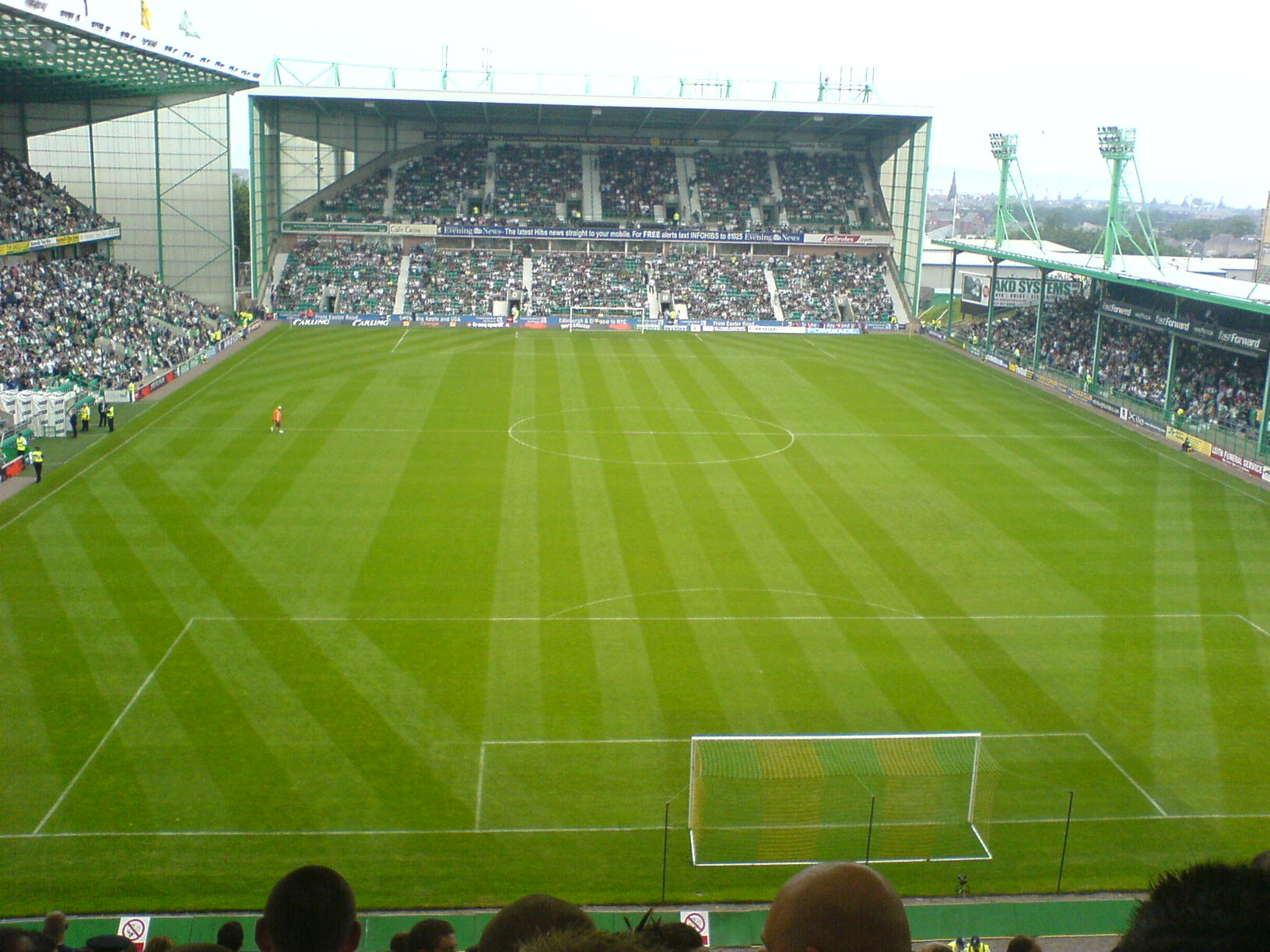
Die Easter Road im Juli 2006 vor dem Bau des neuen East Stand
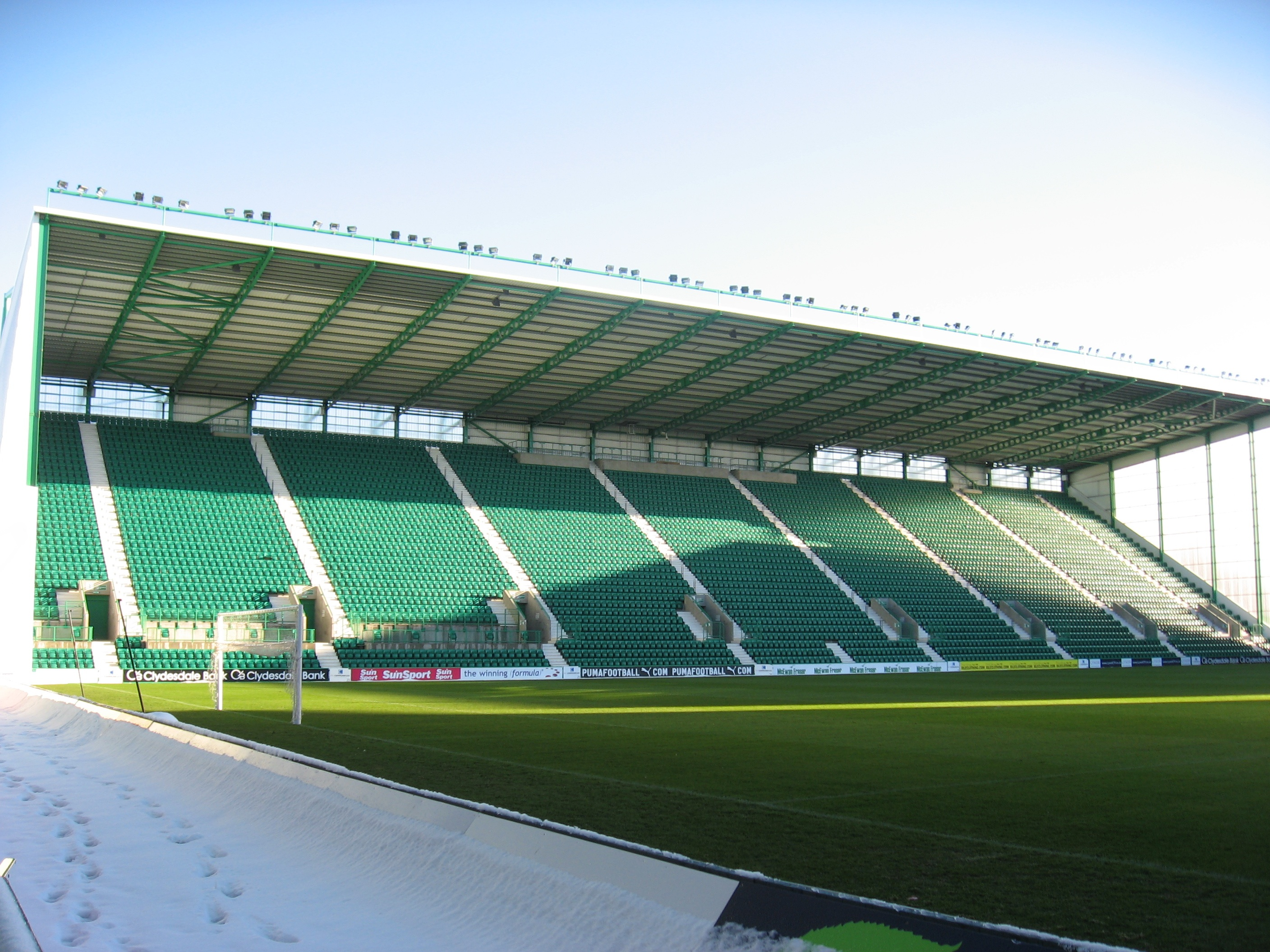
Der neue East Stand (2010)
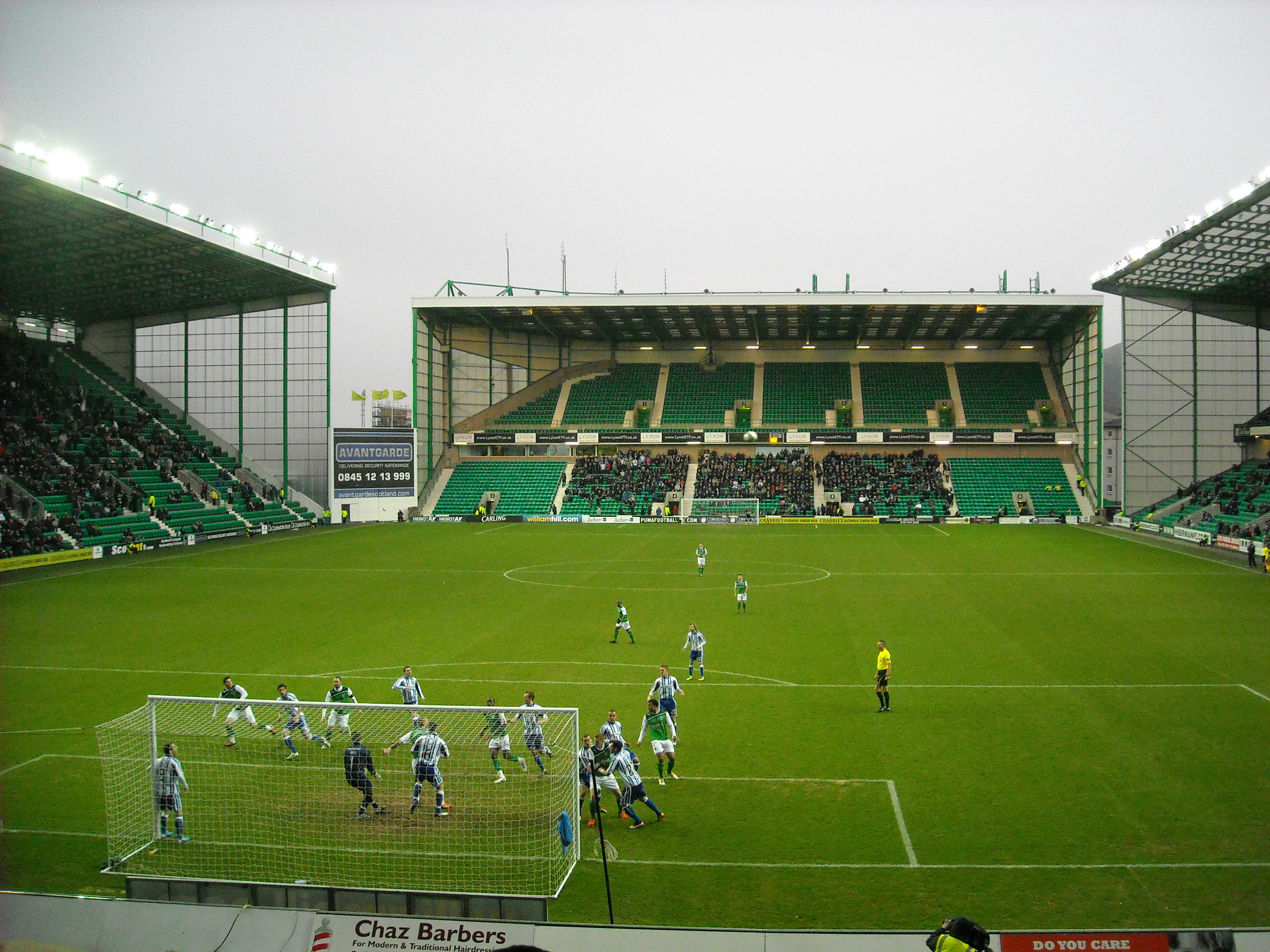
Spiel Hibernians gegen den FC Kilmarnock am 4. Februar 2012
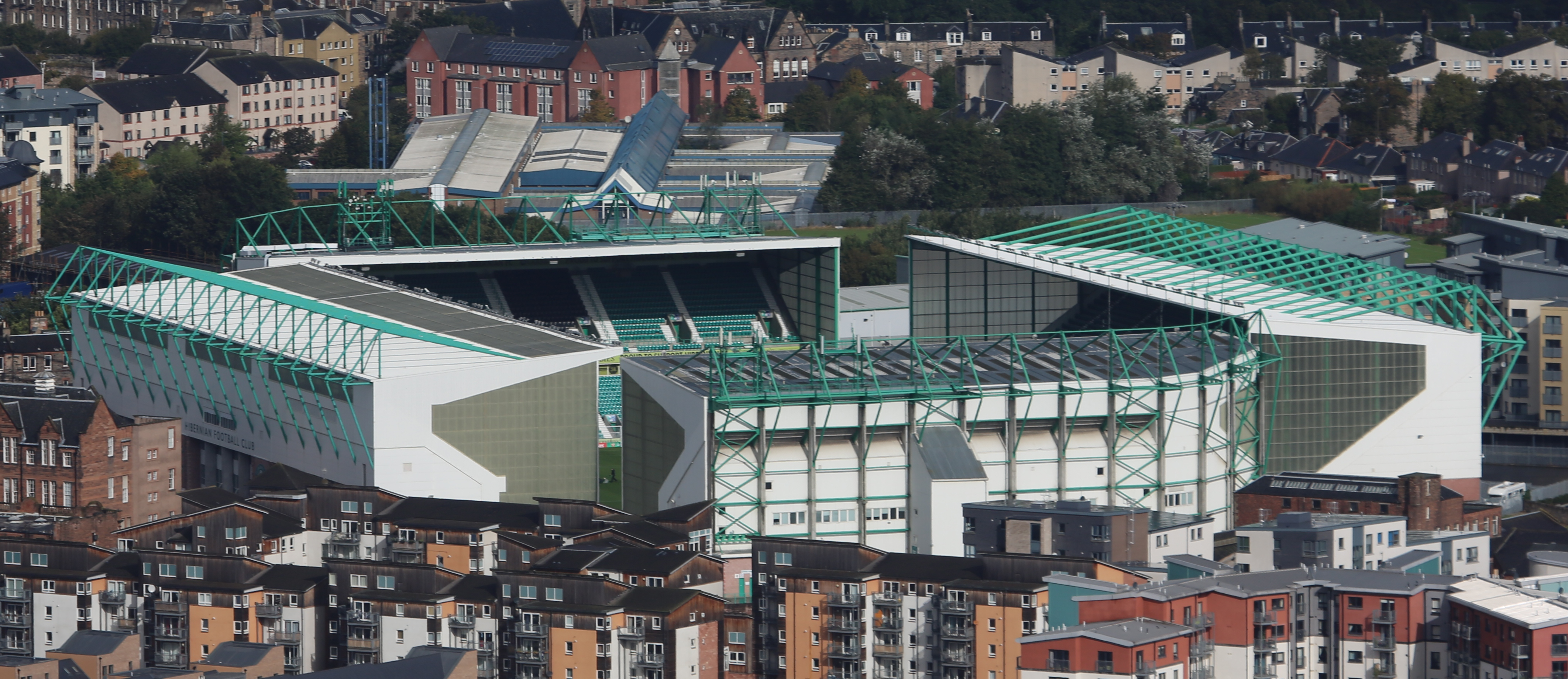
Das Easter Road Stadium von Arthur’s Seat aus fotografiert (2016)